# Palais omnisports de Paris-Bercy
Palais Omnisports de Paris-Bercy (somme tider forkortet POPB eller Bercy, og også af sponsorhensyn omtalt som Accor Arena) er en multiarena, der ligger i 12. arrondissement i Paris, Frankrig.
Hallen er tegnet af arkitekterne Andrault-Parat, Prouvé og Guvan og åbnede i 1984. Den lægger gulv til bl.a. tennisturneringen Paris Masters på ATP Tour. Derudover bruges den til forskellige sportsgrene, herunder basketball, boksning, gymnastik, banecykling, ridebanespringning og atletik, samt til store koncerter og andre arrangementer. 
Tilskuerkapaciteten varierer efter sportsgrenen. Til boksearrangementer er der plads til 17.000 tilskuere, til tennis 14.000, basketball 13.200, atletik 8.500, mens kapaciteten til banecykling "kun" er 7.000.
Palais Omnisports de Paris-Bercy har bl.a. været vært for EM i gymnastik i 2000, EM i basketball 1999 og VM i kvindehåndbold 2007.
Mange store kunstnere har optrådt i hallen, bl.a. Céline Dion, Depeche Mode, Adele, Shawn Mendes, Britney Spears, Iron Maiden, Eminem, Smashing Pumpkins, Drake, Björk, Mariah Carey, P!nk, Rammstein, Mylène Farmer, Justin Timberlake, Cher, The Rolling Stones, Pearl Jam, Deep Purple, Tina Turner, Madonna, Daft Punk, Barbra Streisand, Guns N' Roses, Bruce Springsteen, Red Hot Chili Peppers, Queen, Paul McCartney og Coldplay. Flere af disse har udgivet DVDer fra koncerterne.